# Arcos de Druso e Germânico
Arcos de Druso e Germânico (em latim: Arcus Drusi et Germanici) eram dois arcos triunfais construídos no início do século I no Fórum de Augusto para homenagear Druso e Germânico, filho natural e adotivo respectivamente do futuro imperador Tibério.

## Localização
Os arcos foram construídos em posições simétricas em ambos os lados do Templo de Marte Vingador logo abaixo das escadas que davam acesso ao Fórum de Augusto para quem vinha de Subura e serviam de entrada monumental para o fórum. Os fragmentos da inscrição do arco dedicado a Druso ainda estão in situ.

## História
Tibério ordenou a construção destes dois arcos em 19 para comemorar a campanha de seus herdeiras na Panônia e na Germânia. A homenagem refletia a crescente reputação dos dois, que contavam com o apoio incondicional das tropas e gozavam de grande popularidade entre o povo de Roma.
| “ | Quando se soube na mesma época que Artaxias havia sido posto por Germânico no trono da Armênia, um senatus consultum concedeu uma ovação a Germânico e Druso; e, nos dois lados do Templo de Marte Vingador, foram construídos dois arcos do triunfo onde foram colocadas suas estátuas. | ” |
|   | — Tácito, Anais II, XLIV.1. |   |

## Planimetria
| Planimetria dos fóruns imperiais de Roma |
| --- |
| Pórtico Curvo Pórtico Purpúreo Secretaria do Senado Plano de Mármore Templo da Via Sacra Biblioteca Vico Cúprio Arco de Trajano Arco de Druso Arco de Gêrmanico Pórtico Absidado Quadriga Estátua equestre Fórum de Trajano Mercado de Trajano Biblioteca Úlpia Coluna de Trajano Basílica Úlpia Basílica Argentária Templo de Marte Vingador Templo de Minerva Templo da Paz Fórum de César Templo da Vênus Genetrix Átrio da Liberdade Estátua equestre Fórum Romano Cúria Júlia Basílica Emília Subura Fórum de Nerva Fórum de Augusto Fórum da Paz |